# Diamentowy las
Diamentowy las – album studyjny polskich raperów White’a 2115 oraz Białasa. Wydawnictwo ukazało się 7 maja 2021 roku nakładem wytwórni muzycznej SBM Label. Album zadebiutował na 1. miejscu polskiej listy sprzedaży – OLiS.
W grudniu 2024 nagrania uzyskały certyfikat platynowej płyty za sprzedaż ponad 30 000 egzemplarzy.

## Lista utworów
Opracowano na podstawie materiału źródłowego.
1. „Korzenie w bagnie”
2. „Nie lubię ku”
3. „Mutanci”
4. „Diamentowy las”
5. „Pierwszy słońca blask”
6. „Lombard dusz”
7. „Spacer po lecie”
8. „Święto ogródka”
9. „Afera”
10. „Czysty diament”
11. „Jesień w diamentowym lesie”
12. „Różowy śnieg”